# Як постає та розвивається науковий факт
Як постає та розвивається науковий факт (нім. Entstehung und Entwicklung einer wissenschaftlichen Tatsache) (Виникнення і розвиток наукового факту) — основна праця Людвіка Флєка, видана в Базелі 1935 року.
В цій праці автор виклав вчення про мисленнєвий стиль, мисленнєвий колектив.